# Macrorhynchia ramosa
Macrorhynchia ramosa is een hydroïdpoliep uit de familie Aglaopheniidae. De poliep komt uit het geslacht Macrorhynchia. Macrorhynchia ramosa werd in 1881 voor het eerst wetenschappelijk beschreven door Fewkes. 